# Lixophaga pollinosa
Lixophaga pollinosa là một loài ruồi trong họ Tachinidae.